# Фантастична жінка (фільм)
«Фантастична жінка» (ісп. Una mujer fantástica) — фільм-драма 2017 року, поставлений чилійським режисером Себастьяном Леліо у копродукції з кінематографістами Чилі, США, Німеччини та Іспанії. Світова прем'єра стрічки відбулася 12 лютого 2017 року на 67-му Берлінському міжнародному кінофестивалі, де вона брала участь в основній конкурсній програмі. Фільм отримав на фестивалі премію «Тедді» як найкращий художній фільм. Також, на 90-й церемонії кінопремії «Оскар», яка відбулася 4 березня 2018 року, фільм здобув перемогу в номінації «Найкращий фільм іноземною мовою».

## Сюжет
В основі сюжету фільму історія офіціантки Марини, заради якої її коханий Орландо, старший від неї на 20 років, пішов від дружини. Одного вечора, після бурхливого святкування дня народження Марини, Орландо несподівано помирає. Сприймаючи Марину як джерело усіх своїх проблем, дружина Орландо не пускає її навіть на похорон та робить усе, щоб виселити Марину з квартири, яка належала Орландо. Однак це не все, з чим доводиться стикнутися Марині. Вона — транссексуал, і як колись виборювала право жити, як жінка, тепер відстоює право на скорботу, доводячи, що вона — фантастична жінка.

## У ролях
| Франсіско Реєс    | … | Орландо       |
| Луїс Ньєкко       | … | Ґабо          |
| Аліна Кюппенгейм  | … | Сонія         |
| Ампаро Ногуера    | … | Адріана       |
| Нестор Кантільяна | … | Гастон        |
| Алехандро Гойк    | … | лікар         |
| Серхіо Ернандез   | … | учитель співу |
| Ніколас Сааведра  | … | Бруно         |
| Даніела Вега      | … | Марина Відаль |

## Знімальна група
- Автор сценарію — Себастьян Леліо, Гонсало Маса
- Режисер-постановник — Себастьян Леліо
- Продюсер — Хуан де Діос Ларраїн, Пабло Ларраїн, Себастьян Леліо, Гонсало Маза
- Співпродюсери — Джонас Дорнбах, Жанін Яцковськи
- Виконавчі продюсери — Маріана Гартард, Росіо Хаде
- Лінійні продюсери — Едуардо Кастро, Бен фон Добенек
- Композитор — Метью Герберт
- Оператор — Бенхамін Ечасаррета
- Монтаж — Соледад Сальфате
- Художник-постановник — Естефанія Ларрейн

## Нагороди та номінації
| Список нагород та номінацій           | Список нагород та номінацій | Список нагород та номінацій                | Список нагород та номінацій | Список нагород та номінацій | Список нагород та номінацій |
| Кінопремія                            | Дата церемонії              | Категорія                                  | Номінант(и)                 | Результат                   | Дж                          |
| ------------------------------------- | --------------------------- | ------------------------------------------ | --------------------------- | --------------------------- | --------------------------- |
| Берлінський міжнародний кінофестиваль | 9-19 лютого 2017            | Золотий ведмідь                            | Фантастична жінка           | Номінація                   | [ 1 ] [ 4 ]                 |
| Берлінський міжнародний кінофестиваль | 9-19 лютого 2017            | Приз екуменічного журі — Спеціальна згадка | Фантастична жінка           | Перемога                    |                             |
| Берлінський міжнародний кінофестиваль | 9-19 лютого 2017            | Премія «Тедді» за найкращий художній фільм | Фантастична жінка           | Перемога                    | [ 2 ] [ 5 ]                 |
| Кінофестиваль у Кабурі                | 2017                        | Гран-прі журі                              | Фантастична жінка           | Перемога                    | [ 6 ]                       |
| Кінофестиваль у Кабурі                | 2017                        | Приз молодіжного журі                      | Фантастична жінка           | Перемога                    | [ 6 ]                       |
| Премія «Фенікс»                       | 2017                        | Найкращий режисер                          | Себастьян Леліо             | Перемога                    |                             |
| Премія «Золотий глобус»               | 7.01.2018                   | Найкращий фільм іноземною мовою            | Фантастична жінка           | Номінація                   | [ 7 ] [ 8 ]                 |
| Премія «Незалежний дух»               | 2018                        | Найкращий міжнародний фільм                | Фантастична жінка           | Перемога                    |                             |
| Премія «Гойя»                         | 2018                        | Найкращий Іберо-Американський фільм        | Фантастична жінка           | Перемога                    |                             |
| Премія «Оскар»                        | 4.03.2018                   | Найкращий фільм іноземною мовою            | Фантастична жінка           | Перемога                    | [ 3 ]                       |